# ヨハン・フィーアダンク
ヨハン・フィーアダンク（Johann Vierdanck, 1605年頃 - 1646年4月1日）は、ドイツの作曲家、ヴァイオリニスト、オルガニスト。

## 生涯
1615年にドレスデンにあるザクセン選帝侯の宮廷楽団の聖歌隊員となり、宮廷作曲家のハインリヒ・シュッツに師事し、師から賞賛を受けた。さらにヴァイオリンとツィンクを学び器楽奏者となった。この時期ドレスデンの宮廷にはヴァイオリンの名手カルロ・ファリーナが在籍しており、大きな影響を受けた。しかし宮廷の財政が悪化する状況の中、1625年にシュッツの推薦でウィーンへ留学した。
1631年から1632年にかけてメクレンブルク＝ギュストロー公国でヴァイオリン奏者として仕え、かつて在籍していたイギリス出身の作曲家ウィリアム・ブレイドの音楽に触れることができた。その後、リューベックやコペンハーゲンで活動し、コペンハーゲンでシュッツと再会した。またこの時期にヴァイオリニストのヨハン・ショップ、ニコラウス・ブレイヤーらと出会い、彼らに曲集を献呈している。
1635年にシュトラールズントの聖マリア教会のオルガニストに就任し、その死まで在職した。

## 作品
声楽曲ではモテットやカンタータ、器楽曲ではカプリッチョやパヴァーヌ・ガイヤルドなどの舞曲がある。

## 文献
- Gerhard Weiß: Johann Vierdanck (ca. 1605-1646). Sein Leben und sein Werk. Phil. Diss. Marburg, 1956
- Beate Bugenhagen: Johann Vierdanck. In: Musik in Geschichte und Gegenwart, 2. neubearb. Aufl.